# ام‌بی‌سی گایو ده‌جه‌جون
ام‌بی‌سی گایو ده‌جه‌جون (کره‌ای: MBC 가요대제전؛ انگلیسی: MBC Gayo Daejejeon) یک برنامه موسیقی سالانه در کره جنوبی است که در پایان سال توسط ام‌بی‌سی پخش می‌شد. این رویداد نخستین بار در سال ۱۹۶۶ به عنوان یک مسابقه خوانندگی برگزار شد اما ام‌بی‌سی در سال ۲۰۰۵ اهدای جوایز را متوقف کرد.